# Magkano Ba ang Pag-ibig?
Magkano Ba ang Pag-ibig? es una serie de televisión filipina transmitida por GMA Network desde el 30 de septiembre de 2013 hasta el 14 de febrero de 2014. Está protagonizada por Heart Evangelista, Sid Lucero, Dominic Roco, Katrina Halili, Alessandra De Rossi, Ana Capri y Isabel Oli.

## Elenco

### Elenco principal
- Heart Evangelista como Eloisa Demetria-Aguirre.
- Sid Lucero como Luciano Eustaquio "Lucio" Marasigan / Chino Aguirre.
- Dominic Roco como Roberto "Bobby" Buenaventura.
- Katrina Halili como Margarita "Margot" Cruz.
- Alessandra De Rossi como Geraldine "Gigi" Buenaventura.
- Ana Capri como Lualhati "Lua" Macaraeg.
- Isabel Oli como Richelle "Rich" Mangahas.

### Elenco secundario
- Pen Medina como Andoy Aguirre.
- Sharmaine Buencamino como Loida Canlas-Aguirre.
- Luz Valdez como Rosing Villasanta.
- Vangie Labalan como Sonia.
- Rommel Padilla como Oscar Ramos.
- Mariel Pamintuan como Mila Aguirre.
- Nicky Castro como Fino Aguirre.
- Angelo Ilagan como Amiel Aguirre.
- Benedict Campos como Bryce Macaraeg.
- Aaron Yanga como Federico Mangahas.
- Joshua Uy como Calvin Aguirre.
- Zyrael Jestre como Miggy Cruz.
- Bryan Benedict como James Macaraeg-Buenaventura.
- Leni Santos como Charlene Elizabeth "Charly" Mangahas.
- Celia Rodriguez como Doña Hilaria Buenaventura.